# Notizblatt des Botanischen Gartens und Museums zu Berlin-Dahlem
Notizblatt des Botanischen Gartens und Museums zu Berlin-Dahlem (abreviado Notizbl. Bot. Gart. Berlin-Dahlem) fue una revista ilustrada por descripciones botánicas que fue editada en Berlín. Se publicaron los números 7 al 15, en los años 1916- 1955. Fue precedida por Notizblatt des Koniglichen botanischen Gartens und Museums zu Berlin.